# ABBA: The Album
Az ABBA: The Album a svéd ABBA együttes ötödik stúdióalbuma, melyet 1977. december 12-én jelentettek meg a Polar Music kiadásában a skandináv országokban, azonban a nagy előrendelések miatt az Egyesült Királyságban 1977 januárjáig nem tudtak elegendő példányt nyomni, így 1978 januárjáig nem lehetett hozzájutni az albumhoz. Az album dalai az ausztrál turnét megörökítő ABBA: The Movie című filmben is hallhatóak.
Az albumon található két sláger, a Take A Chance On Me és a The Name of the Game című dalok, melyek az angol kislemezlistán az első helyet érték el, valamint az Eagle és a Thank You For The Music című dalok, melyek Európában értek el slágerlistás helyezést.

## Az album dalai
A oldal
1. "Eagle" – 5:53
2. "Take a Chance on Me" – 4:03
3. "One Man, One Woman" – 4:37
4. "The Name of the Game" – 4:53

B oldal
1. "Move On" – 4:45
2. "Hole in Your Soul" – 3:43
3. "Thank You for the Music" – 3:51
4. "I Wonder (Departure)" – 4:34
5. "I'm a Marionette" – 4:05

## Videók az albumról
1. "Eagle"
2. "Take A Chance On Me"
3. "One Man, One Woman"
4. "The Name Of The Game"
5. "Thank You For The Music"

## Slágerlisták
| Ország/Slágerlista (1977–78)       | Helyezés |
| ---------------------------------- | -------- |
| Ausztrália                         | 4        |
| Austria                            | 2        |
| Belgium                            | 1        |
| Kanada CRIA Chart                  | 7        |
| Kanada RPM Chart                   | 8        |
| Finnország                         | 2        |
| Németország                        | 2        |
| Japán                              | 9        |
| Mexican International Albums Chart | 1        |
| Hollandia                          | 1        |
| Új-Zéland                          | 1        |
| Norvégia                           | 1        |
| Svédország                         | 1        |
| Svájc                              | 1        |
| UK Albums Chart                    | 1        |
| USA Billboard 200                  | 14       |

## Kislemezek
Singles' – UK
| Év   | Dal                    | Slágerlista      | Helyezés |
| ---- | ---------------------- | ---------------- | -------- |
| 1977 | "The Name of the Game" | UK Singles Chart | 1        |
| 1978 | "Take a Chance On Me"  | UK Singles Chart | 1        |

Singles – Norway
| Év   | Dal                    | Slágerlista             | Helyezés |
| ---- | ---------------------- | ----------------------- | -------- |
| 1977 | "The Name of the Game" | Norwegian Singles Chart | 3        |
| 1978 | "Take a Chance On Me"  | Norwegian Singles Chart | 8        |

Singles – USA and Canada
| Év   | Dal                    | Slágerlista                        | Helyezés |
| ---- | ---------------------- | ---------------------------------- | -------- |
| 1977 | "The Name of the Game" | Billboard Hot 100 – USA            | 12       |
| 1978 | "The Name of the Game" | Billboard Adult Contemporary – USA | 9        |
| 1978 | "Take a Chance on Me"  | Billboard Hot 100                  | 3        |
| 1978 | "Take a Chance on Me"  | Adult Contemporary                 | 9        |
| 1977 | "The Name of the Game" | RPM Singles – Canada               | 14       |
| 1977 | "The Name of the Game" | RPM Adult Contemporary – Canada    | 12       |
| 1977 | "The Name of the Game" | CRIA Singles – Canada              | 15       |
| 1977 | "The Name of the Game" | RPM Singles – Canada               | 3        |
| 1977 | "The Name of the Game" | RPM Adult Contemporary – Canada    | 7        |
| 1977 | "The Name of the Game" | CRIA Singles – Canada              | 7        |